# Williams Lake (British Columbia)
|                       | Jan   | Feb  | Mär  | Apr  | Mai  | Jun  | Jul  | Aug  | Sep  | Okt  | Nov  | Dez  |   |       |
| Mittl. Tagesmax. (°C) | −2,2  | 2,7  | 9,6  | 14,8 | 19,9 | 23   | 25,9 | 25,9 | 20,8 | 12,7 | 3,5  | −2,3 | ⌀ | 12,9  |
| Mittl. Tagesmin. (°C) | −10,2 | −7,4 | −3,7 | −0,2 | 4,3  | 8,1  | 10   | 9,1  | 5,3  | 0,9  | −3,9 | −9,8 | ⌀ | 0,2   |
|                       |       |      |      |      |      |      |      |      |      |      |      |      |   |       |
| Niederschlag (mm)     | 32,1  | 13,2 | 15,1 | 23,3 | 35,3 | 57,9 | 59,6 | 47,5 | 37,5 | 35,6 | 37,2 | 35,8 | Σ | 430,1 |

| −10,2 |

| −7,4 |

| −3,7 |

| −0,2 |

| 4,3 |

| 8,1 |

| 10 |

| 9,1 |

| 5,3 |

| 0,9 |

| −3,9 |

| −9,8 |

| −10,2 |

| −7,4 |

| −3,7 |

| −0,2 |

| 4,3 |

| 8,1 |

| 10 |

| 9,1 |

| 5,3 |

| 0,9 |

| −3,9 |

| −9,8 |

Williams Lake ist eine Stadt in der Provinz British Columbia im Westen von Kanada. Sie gilt in British Columbia als Hauptstadt der Forstwirtschaft sowie der Williams Lake Stampede, eines der größten Rodeos, welches jedes Jahr zum Canada-Day-Wochenende hin tausende Besucher anlockt.

## Geschichte
Die Stadt entstand während des großen Cariboo-Goldrausches in den 1860er Jahren als hier die Cariboo Road (auch Cariboo Wagon Road oder Great North Road genannt) verlief. Die rund 10.000 Einwohner zählende Stadt ist ein Zentrum im Cariboo Regional District mit vielen Einkaufsmöglichkeiten und Verwaltungen.
Südöstlich der Gemeinde befand sich von 1891 bis 1981 die „Cariboo Indian Residential School“ (auch bekannt als „St. Joseph's Indian Residential School“). Ab 1920 wurde, als der Schulbesuch für alle Kinder zwischen 7 und 15 Jahren in ganz Kanada obligatorisch wurde, das System der Residential Schools eingeführt. In freiwilliger Trägerschaft bestanden viele dieser Schulen jedoch schon ab der zweiten Hälfte des 19. Jahrhunderts. Die Schule bei Williams Lake wurde den größten Teil ihres Bestehens durch die Römisch-katholische Kirche betreut. Allgemein kam es in diesen Schulen zu Tausenden von Übergriffen auf die Schüler und die Schulen hatten eine hohe Sterblichkeitsrate. Für dieses System entschuldigte sich die kanadische Bundesregierung im Jahr 2008.

## Demographie
Der Zensus im Jahr 2011 ergab für die Kleinstadt eine Bevölkerungszahl von 10.832 Einwohnern. Die Bevölkerung hatte dabei im Vergleich zum Zensus von 2006 um 0,8 % zugenommen, während die Bevölkerung in der gesamten Provinz British Columbia gleichzeitig um 7,0 % anwuchs. In der gesamten Region Williams Lake (Census agglomeration) leben 18.490 Einwohner.

## Politik
Die Zuerkennung der kommunalen Selbstverwaltung für die Gemeinde erfolgte am 15. März 1929 (incorporated als Village Municipality). Der Status einer Kleinstadt (Town) wurde Williams Lake am 15. Februar 1965 verliehen und als Stadt (City) am 5. November 1981 bestätigt.
Bürgermeister der Gemeinde ist Walt Cobb. Zusammen mit sechs weiteren Bürgern bildet er den Rat der Kleinstadt (council).

## Wirtschaft
Die meisten Arbeitsplätze bietet nach wie vor die Forstindustrie, die aber in den letzten Jahren durch eine Borkenkäferplage in Mitleidenschaft gezogen wurde. Die Folgen für die Region sind noch nicht abzusehen, die Schäden an den Wäldern gehen aber in die Milliarden. Zu den überregional bekannten Firmen die in Williams Lake ansässig sind, gehört die Firma Pioneer Log Homes, ein Unternehmen das Blockhäuser baut. Das Unternehmen ist Mittelpunkt der von  HGTV Canada produzierten Serie „Timber Kings“, welche auch in Deutschland ausgestrahlt wird.
Das Durchschnittseinkommen (Median Income) eines Beschäftigten aus Williams Lake lag im Jahr 2006 bei 25.328 C $  und damit etwas über dem Durchschnittseinkommen der gesamten Provinz British Columbia von 24.867 C $.

## Verkehr
Die Stadt ist ein Verkehrsknotenpunkt. Es kreuzen sich hier der Cariboo Highway 97, der Chilcotin Highway 20, eine Eisenbahnlinie und der Greyhound Bus. Williams Lake, am gleichnamigen See gelegen, befindet sich in etwa auf halbem Weg zwischen den Städten Kamloops im Süden und Prince George im Norden. Beide Städte sind jeweils rund 250 km entfernt. Der Ort ist die letzte größere Siedlung, wenn man über die Coast Mountains ins fast 500 km entfernte Bella Coola an den Pazifik fahren will. Von Vancouver dauert die Reise im Auto rund zehn Stunden und liegt auf der normalen Route Richtung Alaska.
Nördlich der Stadt liegt der Flughafen Williams Lake.
Öffentlicher Personennahverkehr wird örtlich mit vier Buslinien durch das „Williams Lake Transit System“ angeboten, welches von BC Transit in Kooperation betrieben wird.

## Persönlichkeiten
- Ed Patenaude (1949–2021), Eishockeyspieler
- Eric Flinton (* 1972), Eishockeyspieler
- Robby Sandrock (* 1978), Eishockeyspieler
- William Belleau (* 1982), Theater- und Filmschauspieler